# Санџактепе
Санџактепе (тур. Sancaktepe) је округ у Турској у вилајету Истанбул. Према процени из 2009. у округу је живело 231.449 становника.

## Становништво
Према процени, у округу је 2009. живело 231.449 становника.
| 1990.  | 2000.   |
| ------ | ------- |
| 46.013 | 144.351 |